# Randagio è l'eroe
Randagio è l’eroe è un romanzo di Giovanni Arpino, pubblicato nel 1972. Lo stesso anno, il libro è stato finalista al Premio Campiello.
L'opera è stata tradotta in inglese e francese.

## Trama
La storia è ambientata a Milano.
Giuàn, sua moglie Olona e il loro amico Frank, appartengono alla categoria dei "diversi", degli emarginati.
Il sogno di Giuan è compiere un miracolo, cambiare il mondo, "Questo grosso pallon, questo grosso coglione che gira sotto il sole". Animato da sentimenti di amore universale, si muove di notte in bicicletta in compagnia di Olona per trasformare in messaggi d'amore le scritte lasciate dai ribelli sui muri della città. Simile a un randagio, vaga di quartiere in quartiere per insegnare agli uomini l'eroismo della bontà ("Il cane randagio è un eroe. L'eroe è un santo. I santi compiono i miracoli. I miracoli possono anche cambiare il mondo").
La narrazione, arricchita dalle descrizioni dettagliate dei luoghi e degli ambienti, è impreziosita da uno stile vario e raffinato, che accosta un lessico realistico e quotidiano a un'atmosfera onirica e a tratti surreale.

## Personaggi
- Giuàn: un omone, pittore, sposato con Olona, tormentato da un assillo esistenziale
- Olona: moglie di Giuan, una donnona molto innamorata del suo uomo
- Frank: un amico della coppia, tipografo cinofilo

## Struttura e stile
Diviso in capitoli, il breve romanzo ha uno stile ellittico, il linguaggio dei personaggi è popolare ma il testo ha spesso toni lirici e termina svoltando decisamente nel fantastico.

## Edizioni
- Giovanni Arpino, Randagio è l’eroe, 1972, Rizzoli, pp. 142
- Giovanni Arpino, Randagio e l'eroe, prefazione di Guido Piovene, nota introduttiva di Massimo Romano, Rizzoli, Milano 1980;
- Giovanni Arpino, Randagio è l'eroe, Marsilio, Venezia 1996;
- Giovanni Arpino, Randagio è l’eroe, 2013, Lindau, pp. 136, ISBN 88-31765-25-6